# Cuña esférica

Imagen de una cuña esférica con radio r y ángulo diedro α y de su cuña complementaria

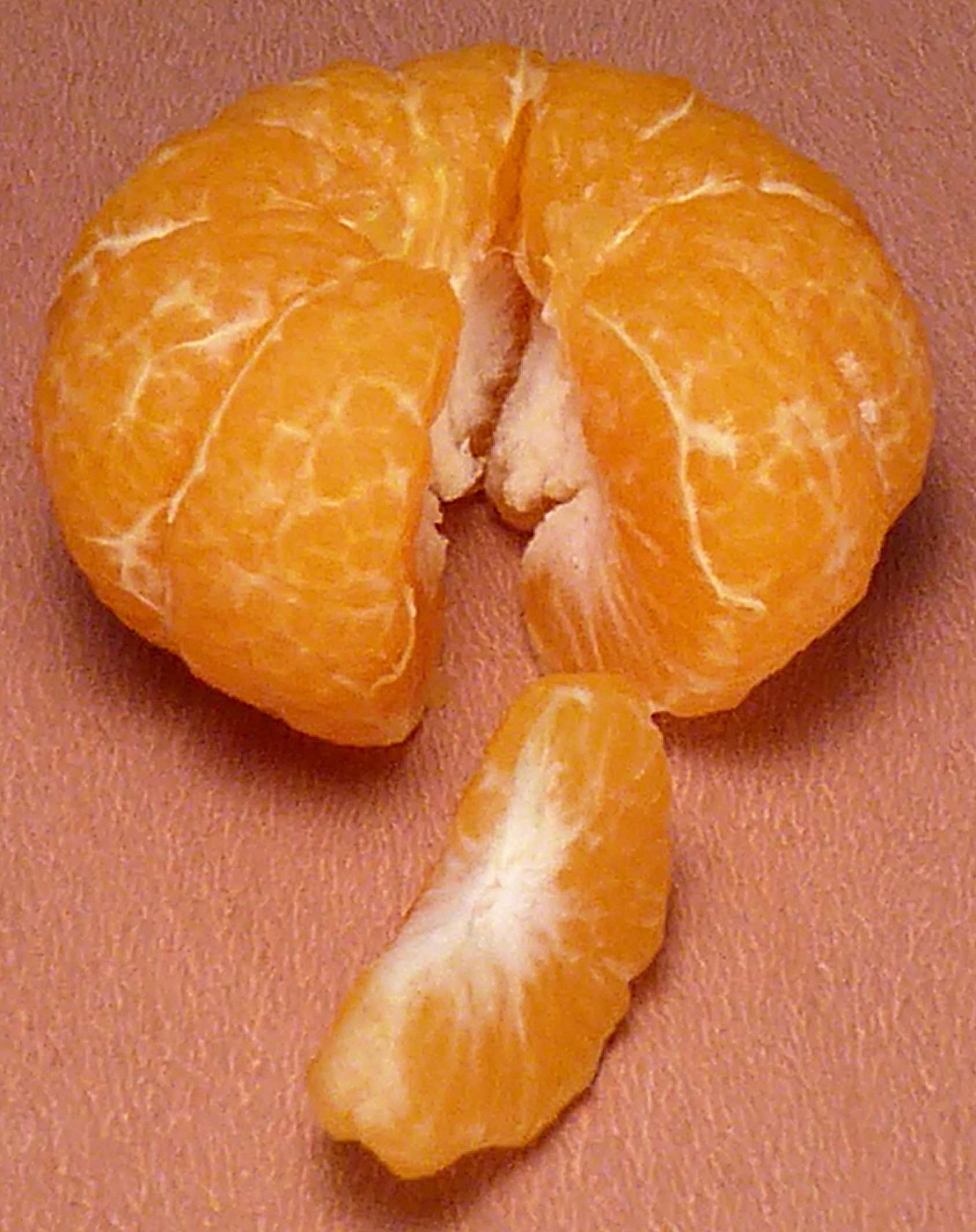
Gajos de una mandarina, cuya forma es aproximadamente la de una cuña esférica

En geometría, una cuña esférica es una porción de una bola limitada por dos discos planos y una luna esférica (denominada la base de la cuña). El ángulo entre los radios que se encuentran dentro de los semidiscos delimitadores es el ángulo diedro de la cuña α. Si AB es un semidisco que forma una bola cuando gira completamente sobre el eje z, cuando se gira AB solo un ángulo α dado produce una cuña esférica del mismo ángulo α. Beman (2008) señala que "una cuña esférica es a la esfera de la cual es parte como el ángulo de la cuña es a un perigono". Una cuña esférica de α = Π radianes (180°) se denomina semiesfera, mientras que una cuña esférica de α = 2Π radianes (360°) constituye una bola completa.
El volumen de una cuña esférica se puede relacionar intuitivamente con la definición de AB, de forma que si el volumen de una bola de radio r viene dado por 43Πr3, el volumen de una cuña esférica del mismo radio r y ángulo sexagesimal α viene dado por:
{\displaystyle V={\frac {\alpha }{2\pi }}\cdot {\tfrac {4}{3}}\pi r^{3}={\tfrac {2}{3}}\alpha r^{3}\,.}
Extrapolando el mismo principio y considerando que el área de la superficie de una esfera está dada por 4Πr2, se puede observar que el área de la superficie de la luna correspondiente a la misma cuña está dada por:
{\displaystyle A={\frac {\alpha }{2\pi }}\cdot 4\pi r^{2}=2\alpha r^{2}\,.}
Hart (2009) afirma que "el volumen de una cuña esférica es al volumen de la esfera como el número de grados en el [ángulo de la cuña] a 360". Por lo tanto, y mediante la deducción de la fórmula del volumen de la cuña esférica, se puede concluir que, si Vs es el volumen de la esfera y Vw es el volumen de una cuña esférica dada, entonces
{\displaystyle {\frac {V_{\mathrm {w} }}{V_{\mathrm {s} }}}={\frac {\alpha }{2\pi }}\,.}
Además, si Sl es el área de la luna de una cuña determinada, y Ss es el área de la esfera de la cuña, entonces:
{\displaystyle {\frac {S_{\mathrm {l} }}{S_{\mathrm {s} }}}={\frac {\alpha }{2\pi }}\,.}